# Harran

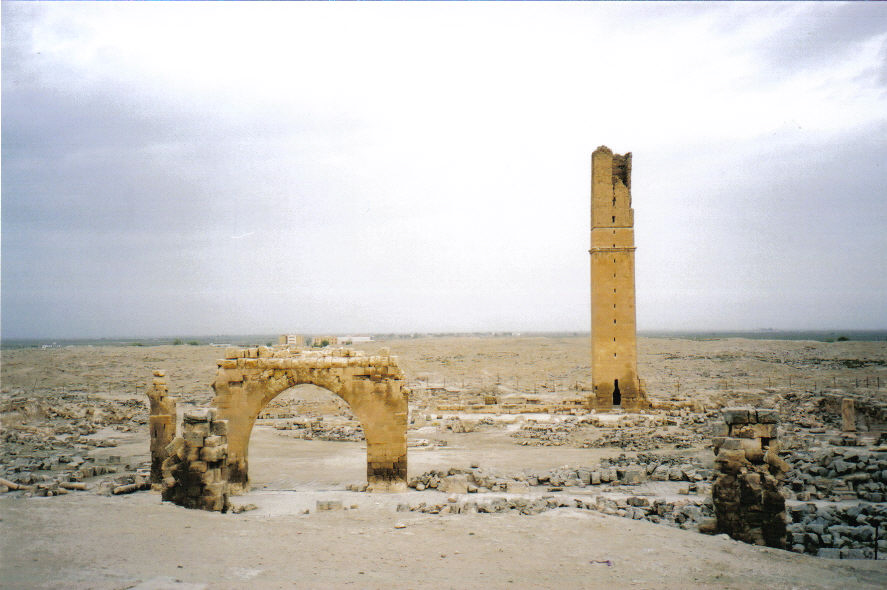
Ruiny Harranu

Harran, Charan albo Carrhae – stanowisko archeologiczne na terenie starożytnego miasta w południowo-wschodniej Turcji, około 40 kilometrów na południowy wschód od Şanlıurfy. Obecnie jest to miasto należące do prowincji Şanliurfa, liczące 9743 mieszkańców.

## Historia
Miasto pierwszy raz wzmiankowane jest w tekstach z Mari z XVIII w. p.n.e., choć istniało już wcześniej. Harran wzmiankowane jest również w Biblii. W czasach swojej świetności, Harran kontrolował skrzyżowanie dróg z Damaszku, Niniwy i Karkemisz (niedaleko dzisiejszego Dżerablus). Strategiczne położenie miasta od samego początku decydowało o jego znaczeniu. Ok. 1400 p.n.e. miasto wchodziło w skład państwa Mitanni. Po zawarciu traktatu między Suppiluliumasem I a Szattiwazą Harran został spalony przez Hetytów idących na podbój Mitanni. Harran pojawia się jako Harranu (akad. Droga) w asyryjskich inskrypcjach za króla Tiglat-Pilesera I około XI wieku p.n.e.
Harran był znaczącym ośrodkiem handlowym, prowadził wymianę z Tyrem, o czym pisze Pliniusz Starszy w swojej Historii naturalnej, XII 40.
Po upadku Niniwy miasto pełniło funkcję ostatniego punktu oporu dla króla Asyrii Aszur-uballita II. Po dwuletnich walkach Harran został zdobyty.
Haran był głównym miastem boga Sina, któremu oddawali hołd Aszurbanipal i Nabonid. Herodian (iv. 13, 7) wspomina, że w jego czasach w mieście znajdowała się świątynia księżyca, który był symbolem Sina. Świątynia E-hulhul (Dom radości) została zburzona ok. 382 roku na rozkaz cesarza Teodozjusza I Wielkiego
Okolice Harranu były widownią straszliwej klęski rzymskich legionów pod wodzą Krassusa, poniesionej w bitwie z Partami w roku 53 p.n.e. (bitwa pod Carrhae). W roku 217 zamordowano tutaj Karakallę, a 80 lat później (w roku 296) wojska Galeriusza zostały pobite przez Sasanidów.
W Haranie znalazła schronienie grupa filozofów z rozwiązanej w roku 529 Akademii Platońskiej. Rozwijane przez nich nauki dały początek sekcie haranitów, były swego rodzaju pomostem między starożytną Grecją a światem islamu.
W roku 1104 pod Harranem doszło do bitwy pomiędzy siłami nowo powstałych państw krzyżowców, księstwa Antiochii i hrabstwa Edessy, a Turkami seldżuckimi. Przegrana krzyżowców nadwątliła ich opinię jako niezwyciężonych.
Miasto utrzymywało swoje znaczenie aż do czasów zmierzchu kultury islamskiej; pod koniec XIX wieku na jego miejscu były już tylko ruiny. Współcześnie zachowały się jedynie ruiny miasta z charakterystycznymi, stożkowatymi domami z gliny przypominającymi kształtem ule.
W 2000 roku Harran i Şanlıurfa zostały wpisane na turecką listę informacyjną UNESCO – listę obiektów, które Turcja zamierza rozpatrzyć do zgłoszenia do wpisu na listę światowego dziedzictwa UNESCO.